# Nome trivial
Em química, um nome trivial é um nome comum (um substantivo) ou "nome vernacular"; é um nome não sistemático ou científico. Ou seja, o nome não é reconhecido em conformidade com as regras de qualquer sistema formal de nomenclatura (por exemplo, a nomenclatura da IUPAC). Um número limitado de nomes químicos triviais são preservados e ainda fazem parte da nomenclatura.
Geralmente, nomes triviais não são úteis para descrever as propriedades essenciais da coisa a ser chamada. Propriedades como a estrutura molecular de um composto químico não são indicados. E, em alguns casos, os nomes triviais podem ser ambíguos ou carregarem significados diferentes em diferentes indústrias ou em diferentes regiões geográficas. (Por exemplo, um nome trivial, como metal branco pode significar várias coisas.) Por outro lado, nomes sistemáticos podem ser tão complicados e difíceis de analisar que os nomes triviais são os preferidos. Como resultado, um número limitado de nomes químicos triviais são preservados, os chamados "nomes retidos" como costumeiramente sendo uma parte aceita da nomenclatura.
Nomes triviais muitas vezes surgem na língua comum; podendo vir de usos históricos, por exemplo, da alquimia. Muitos nomes triviais são anteriores à instituição de convenções de nomenclatura formal. Os nomes podem ser baseados em uma propriedade do produto químico, incluindo aparência (cor, sabor ou cheiro), consistência e estrutura cristalina; um lugar onde ele foi encontrado ou de onde o descobridor originou-se, o nome de um cientista; uma figura mitológica; um corpo astronômico; a forma da molécula; e até mesmo figuras de ficção. Todos os elementos que foram isolados têm nomes triviais.